# 加汉斯科耶市镇
加汉斯科耶市镇（俄语：Муниципальное образование «Гаханское»）是俄罗斯联邦伊尔库茨克州埃希里特-布拉加特区所属的一个市镇。其下辖有个居民点，行政中心为加哈内。据2016年统计，该市镇的人口为3261人。